# Dravski zakletniki
Dravski zakletniki je mladinska povest pisatelja Janeza Švajncerja. Izšla je v samozaložbi, leta 1995 ob pomembnem pisateljevem jubileju - 75-letnici rojstva. 
Dogajanje je postavljeno v okolico pisateljevega življenjskega prostora, Maribora. Zgodba govori o druščini fantov,ki domujejo v bližini reke Drave in so se sami poimenovali Dravski zakletniki, saj so se zakleli, da bodo varovali reko kakor zenico svojega očesa. Glavni med njimi ji Ladek, ki se je za ta položaj moral pomeriti s pestmi z nasprotnikom in ga uspešno premagal. Med fanti vzbuja spoštovanje, kar on reče, drži kot pribito, saj se mu nihče ne upa upreti. Skupaj počnejo marsikatere vragolije, a Ladek velja za najpogumnejšega in najpredrznejšega, saj prvi preplava iz enega brega Drave, na drugega. Fantje so ponosni nanj, on pa želi, da bi tudi oni zmogli ta podvig, saj so le Dravski zakletniki, zato jih uči pravilne tehnike in tako jim s skupnimi močmi uspe varovati reko.